# Pedro Nuno Santos
Pedro Nuno de Oliveira Santos (São João da Madeira, 13 de abril de 1977) é um economista e político português. Serviu enquanto Ministro das Infraestruturas e da Habitação do XXII Governo Constitucional entre 2019 e 2022. Durante 2024 e 2025 assumiu as funções de Secretário-Geral do Partido Socialista e Conselheiro de Estado. Atualmente é deputado à Assembleia da República.
É licenciado em Economia, pelo ISEG-UL.
Foi ainda secretário-geral da Juventude Socialista entre 2004 e 2008, deputado à Assembleia da República nas X, XII, XIII e XV Legislaturas e Secretário de Estado dos Assuntos Parlamentares, de novembro de 2015 a fevereiro de 2019.
Enquanto deputado, entre 2005 e 2013, recebeu cerca de 203 mil euros em ajudas de custo, por indicar aos serviços da Assembleia da República que a sua morada era em São João da Madeira, embora assumisse ao Jornal de Negócios, a 1 de fevereiro de 2024, que vivia de facto na capital, na Rua Marcos Portugal, na proximidade de São Bento.

## Biografia
Filho de Maria Augusta Leite de Oliveira Santos e de Américo Augusto dos Santos, empresário do grupo Tecmacal, do ramo do calçado e de equipamento industrial, de São João da Madeira, e durante algum tempo vereador pelo PS na Câmara Municipal dessa cidade.
No campo associativo, foi Presidente da Associação de Estudantes da Escola Secundária Dr. Serafim Leite, em São João da Madeira, Presidente da Mesa da Reunião Geral de Alunos (RGA) do Instituto Superior de Economia e Gestão da Universidade Técnica de Lisboa e Membro da Direção da Associação de Estudantes do mesmo, onde se licenciou em Economia.

## Carreira
Serviu um mandato como Presidente da Assembleia de Freguesia de São João da Madeira, Deputado da Assembleia Municipal de São João da Madeira, Presidente da Federação de Aveiro da Juventude Socialista e Secretário-Geral da Juventude Socialista (2004-2008).
Foi Deputado na X e XII Legislatura - tendo sido, na última legislatura, responsável pela Comissão de Economia e pela Comissão Parlamentar de Inquérito ao caso BES - e foi Vice-Presidente do Grupo Parlamentar do Partido Socialista e membro da Comissão Permanente da Assembleia da República. Foi Presidente da Federação de Aveiro do Partido Socialista.
No primeiro governo de António Costa, ocupou o cargo de Secretário de Estado dos Assuntos Parlamentares e foi o responsável pela coordenação com os partidos que formaram a solução governativa conhecida como "geringonça" - termo de que Pedro Nuno Santos já afirmou não gostar - e que juntou o Partido Socialista, o Partido Comunista Português, o Bloco de Esquerda e o Partido Ecologista "Os Verdes".
Desde os tempos em que era líder da JS que Pedro Nuno Santos defende entendimentos entre os partidos da esquerda portuguesa. Visto como o verdadeiro pivô dessa solução governativa, contou no currículo com a aprovação de quatro orçamentos do Estado.
Manifesta-se sempre orgulhoso desta solução governativa e convencido de que ela salvou não só o PS de seguir o caminho de outros partidos socialistas europeus, como salvou também o país de ver florescer partidos populistas. Já como ministro das Infraestruturas e da Habitação e com o PS a governar em minoria, Pedro Nuno Santos continuou a defender esses acordos à esquerda.
É uma das caras da ala mais à esquerda do PS, frequentando inclusive a Festa do Avante!, embora já tenha dito numa entrevista que "antes havia uma ala esquerda do PS, hoje há uma pequena ala direita".

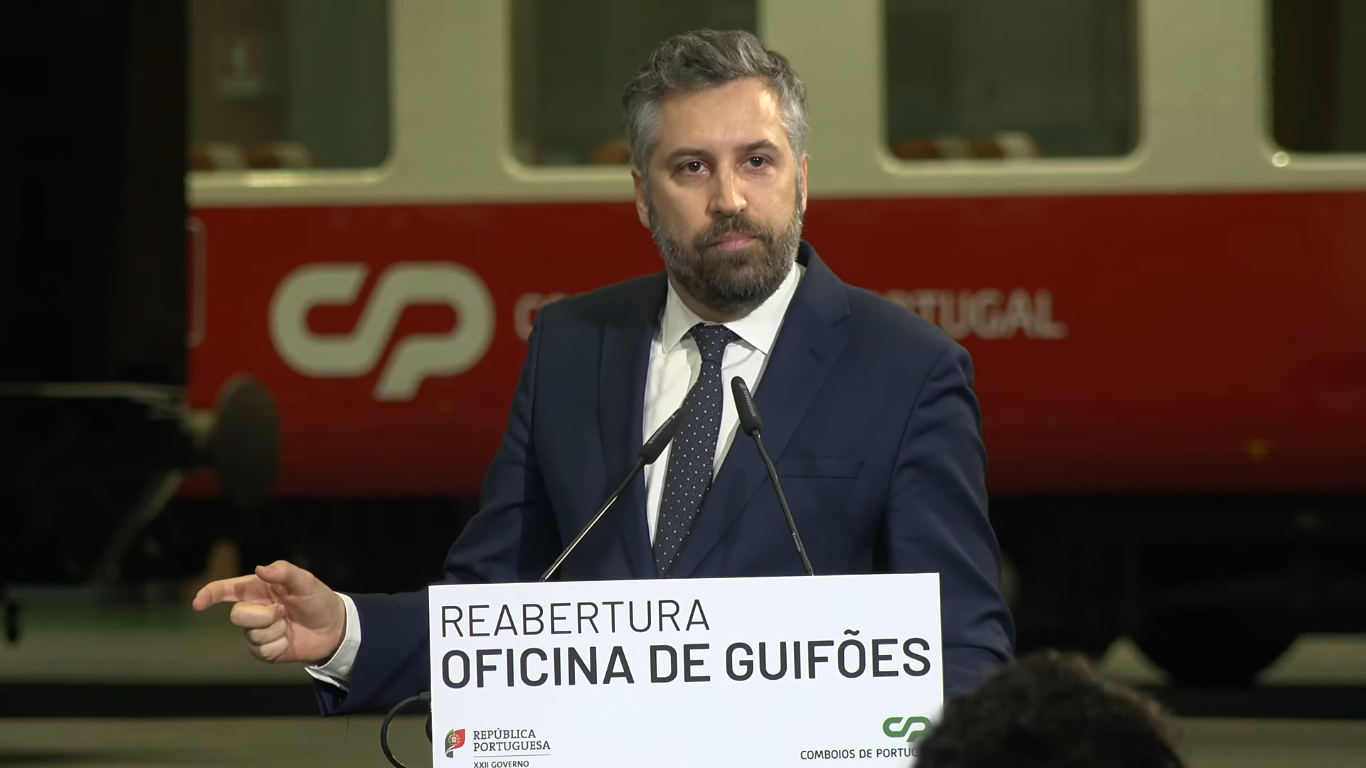
Pedro Nuno Santos a discursar na reabertura da Oficina de Guifões, em 2020.

Foi até 29 de dezembro de 2022, Ministro das Infraestruturas e da Habitação no XXII Governo Constitucional, demitindo-se na consequência de um escândalo originado pelo recebimento de uma indemnização de 500 mil euros por Alexandra Reis da TAP Air Portugal, que veio a ser Secretária de Estado do Tesouro.
A aposta na ferrovia tem estado no centro das suas preocupações e desde que tomou posse são vários os investimentos feitos nesta área, desde logo com a execução do Ferrovia 2020. Na CP, tem sido responsável por um novo plano de recuperação de material circulante, que tem permitido colocar ao serviço dezenas de carruagens e locomotivas encostadas há muitos anos.
Tem sido defensor da construção do novo aeroporto de Lisboa no Montijo, e perante a oposição das autarquias do Seixal e da Moita a essa obra, veio afirmar que a lei que dá esse poder aos municípios deveria ser alterada.

### Pagamento da dívida soberana
Em dezembro de 2011, numa altura em que o país atravessava uma grave crise financeira, num jantar de Natal do PS em Castelo de Paiva, Pedro Nuno Santos sugeriu que Portugal poderia ameaçar não pagar a sua dívida soberana naquelas condições, tendo defendido que o Governo deveria questionar as exigências dos credores internacionais, nomeadamente os banqueiros alemães, ou renegociar a dívida para poupar os portugueses aos sacrifícios da austeridade.

### Apoio à TAP Air Portugal
Como ministro, Pedro Nuno Santos esteve por detrás do pacote de apoio de 3,2 mil milhões de euros para ajudar a TAP Air Portugal. A TAP se tem encontrado em dificuldades económicas, que se agravaram ainda mais com a pandemia de COVID-19. O pacote de ajuda foi apresentado em 2021 e aprovado em Bruxelas no final do mesmo ano. Pedro Nuno Santos defende que a TAP é indispensável para a economia portuguesa. Os críticos rebatem que isso é incorreto e que, numa economia de mercado, outras companhias aéreas preencherão a lacuna deixada após um eventual fracasso da TAP. Acusam também Nuno Santos de fazer outras declarações incorretas na sua defesa da despesa pública na TAP. Como exemplo, eles citam a sua afirmação de que nenhum outro país europeu deixou a sua companhia aérea de bandeira falir. Esta alegação ignora, argumentam, o caso da Swissair e o da empresa belga Sabena, entre outros. Ainda, Pedro Nuno Santos deu a entender que a ajuda prestada à TAP é semelhante ao apoio dado por outros países às suas companhias aéreas durante a pandemia de COVID-19. Os seus opositores respondem que, quando comparado com o orçamento anual do Estado, o auxílio concedido à TAP é 4,1 vezes superior ao concedido a qualquer outra companhia aérea por qualquer outro país e que, por exemplo, a Lufthansa já pagou o seu empréstimo, mas que de forma realista, a TAP nunca conseguirá reembolsar o auxílio que recebe.
Alegou inicialmente não se recordar do sucedido, no entanto, confirmou em janeiro de 2023, já depois de pedir a demissão do cargo de ministro das Infraestruturas, que havia autorizado o pagamento da indemnização de 500 mil euros à antiga administradora Alexandra Reis, que, não obstante ter saído da empresa para ocupar o cargo de secretária de Estado do Tesouro, pediu a indemnização de 500 mil euros, a que, em princípio, apenas teria direito se tivesse sido despedida sem justa causa. A atribuição da indemnização causou fortes críticas, particularmente da oposição, a Pedro Nuno Santos, nomeadamente visando a sua alegada impulsividade e o alegado pouco discernimento na gestão de dinheiros públicos.

### Aeroporto de Lisboa
Em 29 de junho de 2022 anunciou uma nova solução aeroportuária para Lisboa, que passaria por avançar com o Montijo, para estar em atividade no final de 2026, e Alcochete e, quando este estiver operacional, fechar o aeroporto Humberto Delgado.
No dia seguinte António Costa anulou decisão de Pedro Nuno Santos sobre a construção dos novos aeroportos.

### Eleição como secretário-geral do PS

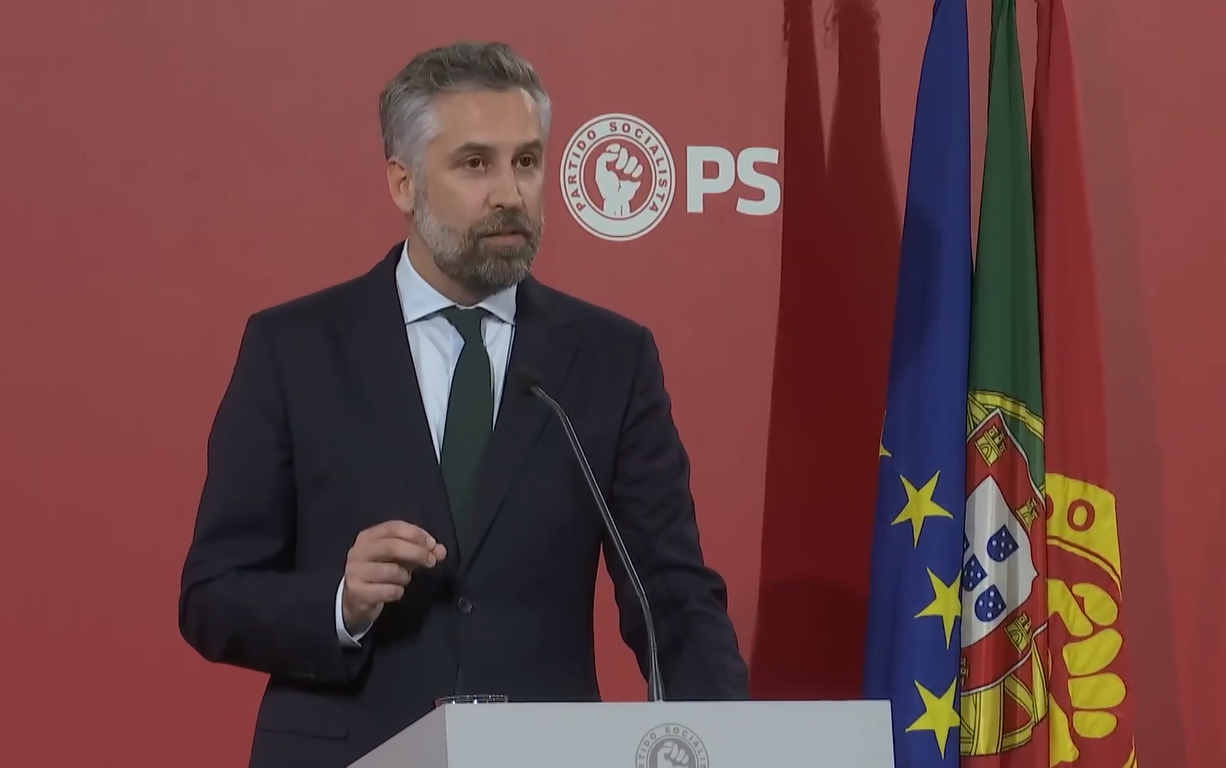
Pedro Nuno Santos anuncia que vai propor a abstenção do PS na votação do Orçamento do Estado para 2025, permitindo a sua viabilização

Depois de se afirmar como possível candidato a líder do PS, na sucessão a António Costa, na sequência da crise política portuguesa em 2023, apresentou a sua candidatura em 13 de novembro de 2023, tendo posteriormente obtido o apoio de membros do partido como Manuel Alegre e Ana Gomes. A 16 de dezembro de 2023, foi eleito secretário-geral do PS com 62% dos votos, contra 36% de José Luís Carneiro e 1%  de Daniel Adrião.
Pedro Nuno Santos discursando no último congresso do Partido Socialista ocorrido nos dias 5, 6 e 7 janeiro, afirmou que "o Governo do PS retirou Portugal dos défices excessivos para onde a direita nos tinha conduzido". Pedro Nuno Santos afirmou que só o PS reúne as condições para, simultaneamente, “garantir a estabilidade das instituições democráticas, desenvolver e reformar o Estado social e acelerar as transformações da economia”.
Desde julho de 2024, é membro do Conselho de Estado, eleito pela Assembleia da República, em representação do PS, para a XVI Legislatura (2024-2025).

### Controvérsias
Em fevereiro de 2024 foi noticiado que entre 2005 e 2015, enquanto deputado pelo PS, recebeu 203.000€ a título de ajudas de custo e subsídio de deslocação. Pedro Nuno Santos refutou a existência de qualquer irregularidade, afirmando que até ter integrado o governo em 2015, a sua residência principal e "o centro da [sua] vida pessoal, familiar, social e política sempre foi em São João da Madeira". Confirmou ser proprietário de um apartamento em Lisboa, mas no qual residia apenas durante os trabalhos parlamentares.

### Condecorações[31]
- Grã-Cruz do Mérito da Ordem do Mérito da República Federal da Alemanha (26 de Maio de 2009)

## Vida pessoal
Vive em união de facto com Ana Catarina Gamboa, chefe de Gabinete do secretário de Estado Adjunto e dos Assuntos Parlamentares. Da relação entre ambos, nasceu Sebastião (nascido em 2013 ou 2014). Duarte Cordeiro, também muito próximo de Pedro Nuno Santos, sucedeu-lhe no cargo de secretário de Estado dos Assuntos Parlamentares.

## Resultados eleitorais

### Eleições legislativas
| Data | Partido     | Partido | Círculo eleitoral | Posição     | Cl.     | Votos          | %              | +/-    | Status | Notas                                                |
| ---- | ----------- | ------- | ----------------- | ----------- | ------- | -------------- | -------------- | ------ | --- | ---------------------------------------------------- |
| 2005 |             | PS      | Aveiro            | 3.º (em 15) | 1.º     | 160 227        | 41,09 / 100,00 |        | Eleito | Secretário-geral da Juventude Socialista (2004-2008) |
| 2011 | 2.º (em 16) | PS      | Aveiro            | 2.º         | 99 646  | 25,93 / 100,00 |                | Eleito | |                                                      |
| 2015 | 1.º (em 16) | PS      | Aveiro            | 2.º         | 102 726 | 27,91 / 100,00 | 1,98           | Eleito | Secretário de Estado dos Assuntos Parlamentares (2015-2019) Ministro das Infraestruturas e da Habitação (2019-2023) |                                                      |
| 2019 | 1.º (em 16) | PS      | Aveiro            | 1.º         | 120 839 | 34,31 / 100,00 | 6,40           | Eleito | Secretário de Estado dos Assuntos Parlamentares (2015-2019) Ministro das Infraestruturas e da Habitação (2019-2023) |                                                      |
| 2022 | 1.º (em 16) | PS      | Aveiro            | 1.º         | 144 198 | 39,52 / 100,00 | 5,21           | Eleito | Secretário de Estado dos Assuntos Parlamentares (2015-2019) Ministro das Infraestruturas e da Habitação (2019-2023) |                                                      |
| 2024 | 1.º (em 16) | PS      | Aveiro            | 2.º         | 117 348 | 27,69 / 100,00 | 11,83          | Eleito | Secretário-geral do Partido Socialista (2024-2025)                                                                  |                                                      |
| 2025 | 1.º (em 16) | PS      | Aveiro            | 2.º         | 90 010  | 21,72 / 100,00 | 5,97           | Eleito | Secretário-geral do Partido Socialista (2024-2025)                                                                  |                                                      |

### Eleições autárquicas

#### Câmara Municipal
| Data | Partido | Partido | Concelho            | Posição    | Cl. | Votos | %              | +/- | Status | Notas                |
| ---- | ------- | ------- | ------------------- | ---------- | --- | ----- | -------------- | --- | ------ | -------------------- |
| 2009 |         | PS      | São João da Madeira | 1.º (em 7) | 2.º | 3 077 | 26,39 / 100,00 |     | Eleito | Vereador sem pelouro |